# 纳华威阿末
纳华威·阿末（1961年5月3日—2022年11月28日），马来西亚从政者，为巫统党员，曾经担任浮罗交怡和瓜镇议员。

## 从政
2004年大选时，纳华威代表国阵在州立法议会角逐瓜镇议席并当选。2008年大选时成功连任。
2013年大选，纳华威代表国阵竞选浮罗交怡国会议席并当选。
2018年大选，他继续竞选浮罗交怡国会议席，他以8,893张之差败选，输给来自土著团结党的马哈迪·莫哈末，无法继续连任该议席。